# Jean Cabrière
Jean Cabrière, né le 16 janvier 1915 à Avignon (Vaucluse) et mort le 9 novembre 2010 à Saint-Cloud (Hauts-de-Seine) était un ingénieur aéronautique français. Il a travaillé durant 40 ans (1947-1987) chez Dassault Aviation et il a participé à tous les programmes des avions de chasse à réaction créés par le constructeur français.

## Biographie
Jean Cabrière entre chez Dassault en novembre 1947 et commence à travailler sur le projet Ouragan qui se concrétisera comme un succès industriel et d'exportation. En 1949, il est chargé avec Henri Déplante et Jean Rouault de la conception du MD 452 qui deviendra le Mystère II, puis en 1952 de l'évolution en Mystère IV. Il deviendra dans les années 1960 le directeur technique de la Société des Avions Marcel Dassault.

## Distinctions
- Commandeur de la Légion d’honneur[1],[5]
- Médaille de l'Aéronautique[1],[5]
- Membre titulaire de l’Académie nationale de l'Air et de l'Espace[1]
- Membre du haut conseil scientifique de l’ONERA de 1984 à 1987[5]
- Membre émérite de l’Association aéronautique et astronautique de France (AAAF)[5]